# Christian Kalvenes
Christian Kalvenes (Bergen, 8 marzo 1977) è un ex calciatore norvegese, di ruolo difensore.

## Biografia
È il fratello di Morten Kalvenes, calciatore e successivamente allenatore.

## Carriera

### Club

#### Gli inizi
Dopo aver giocato le prime due stagioni nel Varegg, Kalvenes iniziò la sua carriera professionistica nel Brann, per cui debuttò nell'Eliteserien il 28 maggio 1995, quando sostituì Frank Strandli nel successo casalingo per 4-1 contro lo HamKam. Militò poi nello Åsane, ma la svolta nel campionato norvegese arrivò con il Sogndal. In questo club, infatti, disputò 67 partite ed siglò 4 reti. Esordì con questa maglia il 27 agosto 2000, nella vittoria per 0-1 in casa del Byåsen. Nel 2003, tornò al Brann: non riuscì ad imporsi in prima squadra, venendo schierato soltanto in 11 partite in tre anni.

#### Dundee United
Il 2 agosto 2006, Kalvenes fu acquistato dagli scozzesi del Dundee United per la cifra di 50.000 sterline. Nel primo match disputato per la nuova squadra, andò a segno nel pareggio per 2-2 contro i Rangers, ad Ibrox Stadium. Ad agosto 2007, fu espulso nella partita contro il Kilmarnock, facilitando così il compito ai suoi avversari, che ottennero una vittoria. Il cartellino rosso fu successivamente invalidato. Per il campionato 2007-2008, Kalvenes fu nominato miglior terzino sinistro della stagione.
A gennaio 2008, fu riportata la voce che Kalvenes avrebbe aspettato la scadenza del contratto che lo legava al Dundee United per tornare in Norvegia, come ammesso poi dal giocatore a marzo; il difensore aggiunse che sarebbe stata comunque una scelta difficile. Dopo un infortunio, capitato a metà aprile, ammise di aver giocato l'ultima partita con il club scozzese e che al termine della stagione sarebbe tornato in Norvegia, per stare vicino alla sua famiglia. Nella sua esperienza a Tannadice Park, totalizzò 47 apparizioni, con 2 reti all'attivo.

#### Il Burnley e il ritorno in Norvegia
Il 26 giugno 2008, firmò un contratto annuale per il Burnley. Il suo trasferimento arrivò a sorpresa, vista la volontà espressa di tornare in Norvegia. Segnò la prima marcatura per la nuova squadra il 3 marzo 2009, nella vittoria in casa del Blackpool per 0-1.
Il terzino norvegese ebbe un ruolo importante nella conquista di un posto nella Premier League per il campionato 2009-2010. L'8 aprile 2010, rescisse consensualmente il contratto che lo legava al Burnley. Due mesi dopo, precisamente il 14 giugno, firmò per il Brann, tornandoci a giocare per la terza volta in carriera. Il 14 agosto 2012, manifestò la volontà di ritirarsi al termine della stagione, anche a causa di un infortunio al tendine di Achille che gli aveva creato problemi nel corso dell'ultimo anno.

## Statistiche

### Presenze e reti nei club
Aggiornato al 5 dicembre 2012.
| Stagione             | Club                 | Campionato           | Campionato | Campionato | Coppe nazionali | Coppe nazionali | Coppe nazionali | Coppe continentali | Coppe continentali | Coppe continentali | Supercoppe | Supercoppe | Supercoppe | Totale | Totale |
| Stagione             | Club                 | Comp                 | Pres       | Reti       | Comp            | Pres            | Reti            | Comp               | Pres               | Reti               | Comp       | Pres       | Reti       | Pres   | Reti   |
| -------------------- | -------------------- | -------------------- | ---------- | ---------- | --------------- | --------------- | --------------- | ------------------ | ------------------ | ------------------ | ---------- | ---------- | ---------- | ------ | ------ |
| 1993                 | Varegg               | 3D                   | ?          | ?          | CN              | ?               | ?               | -                  | -                  | -                  | -          | -          | -          | ?      | ?      |
| 1994                 | Varegg               | 3D                   | ?          | ?          | CN              | ?               | ?               | -                  | -                  | -                  | -          | -          | -          | ?      | ?      |
| Totale Varegg        | Totale Varegg        | Totale Varegg        | ?          | ?          |                 | ?               | ?               |                    | -                  | -                  |            | -          | -          | ?      | ?      |
| 1995                 | Brann                | ES                   | 1          | 0          | CN              | ?               | ?               | -                  | -                  | -                  | -          | -          | -          | ?      | ?      |
| 1996                 | Brann                | ES                   | 0          | 0          | CN              | 0               | 0               | CU                 | 0                  | 0                  | -          | -          | -          | 0      | 0      |
| 1997                 | Brann                | ES                   | 0          | 0          | CN              | 0               | 0               | CU                 | 0                  | 0                  | -          | -          | -          | 0      | 0      |
| 1998                 | Åsane                | 2D                   | ?          | ?          | CN              | ?               | ?               | -                  | -                  | -                  | -          | -          | -          | ?      | ?      |
| 1999                 | Åsane                | 2D                   | ?          | ?          | CN              | ?               | ?               | -                  | -                  | -                  | -          | -          | -          | ?      | ?      |
| gen.-ago. 2000       | Åsane                | 2D                   | ?          | ?          | CN              | ?               | ?               | -                  | -                  | -                  | -          | -          | -          | ?      | ?      |
| Totale Åsane         | Totale Åsane         | Totale Åsane         | ?          | ?          |                 | ?               | ?               |                    | -                  | -                  |            | -          | -          | ?      | ?      |
| ago.-dic. 2000       | Sogndal              | 1D                   | 6+2        | 0          | CN              | -               | -               | -                  | -                  | -                  | -          | -          | -          | 8      | 0      |
| 2001                 | Sogndal              | ES                   | 22         | 3          | CN              | 5               | 1               | -                  | -                  | -                  | -          | -          | -          | 27     | 4      |
| 2002                 | Sogndal              | ES                   | 18         | 0          | CN              | 0               | 0               | -                  | -                  | -                  | -          | -          | -          | 18     | 0      |
| 2003                 | Sogndal              | ES                   | 21         | 1          | CN              | 4               | 2               | -                  | -                  | -                  | -          | -          | -          | 25     | 3      |
| Totale Sogndal       | Totale Sogndal       | Totale Sogndal       | 67+2       | 4+0        |                 | 9               | 3               |                    | -                  | -                  |            | -          | -          | 78     | 7      |
| 2004                 | Brann                | ES                   | 0          | 0          | CN              | 0               | 0               | -                  | -                  | -                  | -          | -          | -          | 0      | 0      |
| 2005                 | Brann                | ES                   | 6          | 0          | CN              | 2               | 0               | CU                 | 0                  | 0                  | -          | -          | -          | 8      | 0      |
| gen.-ago. 2006       | Brann                | ES                   | 5          | 0          | CN              | 2               | 0               | CU                 | 2                  | 0                  | -          | -          | -          | 9      | 0      |
| 2006-2007            | Dundee United        | SPL                  | 29         | 1          | SC+LC           | 1+2             | 0               | -                  | -                  | -                  | -          | -          | -          | 32     | 1      |
| 2007-2008            | Dundee United        | SPL                  | 19         | 1          | SC+LC           | 1+4             | 0+1             | -                  | -                  | -                  | -          | -          | -          | 24     | 2      |
| Totale Dundee United | Totale Dundee United | Totale Dundee United | 48         | 2          |                 | 8               | 1               |                    | -                  | -                  |            | -          | -          | 56     | 3      |
| 2008-2009            | Burnley              | FLC                  | 21+3       | 1          | FA+LC           | 4+3             | 0               | -                  | -                  | -                  | -          | -          | -          | 31     | 1      |
| 2009-2010            | Burnley              | PL                   | 6          | 0          | FA+LC           | 1+1             | 0               | -                  | -                  | -                  | -          | -          | -          | 8      | 0      |
| Totale Burnley       | Totale Burnley       | Totale Burnley       | 27+3       | 1          |                 | 9               | 0               |                    | -                  | -                  |            | -          | -          | 39     | 1      |
| ago.-dic. 2010       | Brann                | ES                   | 9          | 0          | CN              | -               | -               | -                  | -                  | -                  | -          | -          | -          | 9      | 0      |
| 2011                 | Brann                | ES                   | 17         | 0          | CN              | 4               | 0               | -                  | -                  | -                  | -          | -          | -          | 21     | 0      |
| 2012                 | Brann                | ES                   | 7          | 0          | CN              | 2               | 0               | -                  | -                  | -                  | -          | -          | -          | 9      | 0      |
| Totale Brann         | Totale Brann         | Totale Brann         | 45         | 0          |                 | ?               | ?               |                    | 2                  | 0                  |            | -          | -          | ?      | ?      |
| Totale               | Totale               | Totale               | ?          | ?          |                 | ?               | ?               |                    | -                  | -                  |            | -          | -          | ?      | ?      |